# Bozorg Alavi
Seyyed Mochtaba Alaví, conocido por su seudónimo literario como Bozorg Alavi (persa: علوی سید مجتبی بزرگ; Teherán, Irán; 2 de febrero de 1904–Berlín, Alemania; 16 o 17 o 18 de febrero de 1997), fue un escritor iraní, novelista, político e intelectual.  Fue miembro fundador del Partido Tudeh de Irán, comunista prosoviético, en la década de 1940.  Pasó su vida en exilio en Alemania durante el régimen Pahlavi, y tras la revolución de 1979.  Su más importante novela es Sus ojos, publicado en Irán en 1952, y después proscrita.

## Biografía
Seyyed Mochtaba Alaví nació el 2 de febrero de 1904 en Teherán, Irán, tercero de seis hermanos.  Su padre, Abolhasán Alaví, tomó parte en la Revolución Constitucional de 1906, y participó más adelante en la publicación en Alemania de la revista persa progresisa Kave, junto a Hasán Taqizadé.
Seyyed Mochtaba Alaví cursó estudios primarios en Teherán.  En 1922 viajó con su hermano mayor Morteza a continuar sus estudios en Berlín.  Tras regresar a Irán en 1927 se dedicó a enseñar alemán en Shiraz y en Teherán.  Durante estos años conoce y mantiene amistad con Sadeq Hedayat, y se participa activamente en las reuniones del Dr. Enani.  Fue uno de los 53 famosos encarcelados en 1937 bajo el régimen de Reza Shah por actividades comunistas.  Alavi declaró que no estaba involucrado políticamente y que simplemente estaba entre un grupo literario quienes entre otras cosas leían escritos comunistas.  Se le otorgó una sentencia de 7 años, sin embargo fue liberado tras 4 años en 1941 tras una amnistía general devenida tras el control aliado de Irán.  Tras su liberación publicó sus Documentos basura de la prisión y 53 personas, y continuó sus actividades políticas al ser miembro fundador del Partido Tudeh de Irán de tendencia comunista.  Sirvió como editor de su publicación Mardem (Pueblo).  Bozorg Alavi se encontraba en Alemania cuando ocurre el golpe de Estado contra el gobierno de Mohammad Mosaddeq en 1953 que resultó en arrestos y encarcelamientos masivos.  Bozorg Alavi se mantuvo en el exilio en Berlín Oriental enseñando en la Universidad Humboldt de Berlín hasta la caída de la dinastía Pahlavi y el nacimiento de la Revolución Iraní de 1979.
En la primavera de 1979 Bozorg Alavi regresa a Irán tras 25 años de exilio, siendo recibido acaloradamente por la Asociación de Escritores Iraníes, entre los que se encontraban Ahmad Shamlú, Mahmud Dowlatabadí, Siavash Kasraí y otros.  Regresa a Irán un año después en 1980 para una visita breve en la cual se desiluciona del giro represivo de la revolución.  Continuó viviendo y trabajando en Berlín, realizando su última visita a Irán en 1993.  Muere en Berlín el 16 de febrero de 1997.
Antes de su exilio, Bozorg Alaví se casó con su prima, con quien tuvo un hijo, Maní Alaví.  En 1956, contrae nuevamente matrimonio con Gertrud Paarszh en Alemania quien habría de ser su esposa hasta su muerte.

## Obra
- La valija (چمدان, Chamedan, 1934)
- Documentos basura de la prisión (ورق پاره‌های زندا, Varaq Pareh'ha-ye Zendan, 1941)
- 53 Personas (پنجاه و سه نفر ó  نفر ۵۳, Panjah-o Seh Nafar, 1942)
- Cartas y otras historias (Nameh' ha va Dastan'ha-ye digar, 1952)
- Sus ojos (چشمهایش, Cheshmhayash, 1952)
- Cartas de Berlan (نامه های برلن, Namehaye berlan, 1956)
- Narrativa (روايت, Ravayat, 1958)
- La familia Salarí (سالاریه, Salariha, 1979)
- Termitas (موریانه, Murianeh, 1993)
- Mirza (میرزا, Mirza)